# 高彪 (漢)
高彪（こう ひょう、生年不詳 - 184年）は、後漢の官僚・文人。字は義方。本貫は呉郡無錫県。

## 経歴
寒門の生まれであったが、諸生となり太学で学んだ。文才があったが訥弁であった。馬融に経学を学ぼうと希望したが、馬融は病を理由に会わなかった。そこで高彪は士人を軽侮する馬融を批判する手紙を残した。馬融は恥じ入って、追いかけて謝罪し呼び戻そうとしたが、高彪は顧みなかった。
後に高彪は郡により孝廉に察挙され、試経第一とされた。郎中に任じられ、東観で校書をつとめた。たびたび賦・頌・奇文を上奏し、折に触れて時勢を批判し諫言したので、霊帝に重用された。
ときに第五永が督軍御史となり、幽州に派遣されることとなると、官僚たちが長楽観に集まって餞別した。議郎の蔡邕らはみな詩を賦したが、高彪はひとり箴を作り、呂尚・韓信・李左車・周公旦・石碏らを例に挙げて戒めた。蔡邕らはその文の美しさを尊んだ。
後に高彪は外黄県令に転出し、霊帝は同僚たちに命じて上東門で餞別させた。霊帝は東観に命じて高彪の肖像を描かせ、学者に勧めさせた。高彪が外黄県に着任すると、善政につとめ、上書して県人の申徒蟠らを推挙した。184年（光和7年）、在官のまま病没した。
かれの文章の多くは亡失した。文集2巻があった。
子の高岱がまた名を知られた。

## 伝記資料
- 『後漢書』巻80下 列伝第70下
- 漢令故外黄高君碑（高彪碑）